# Homonculus sensitif
Pour les articles homonymes, voir Homoncule.

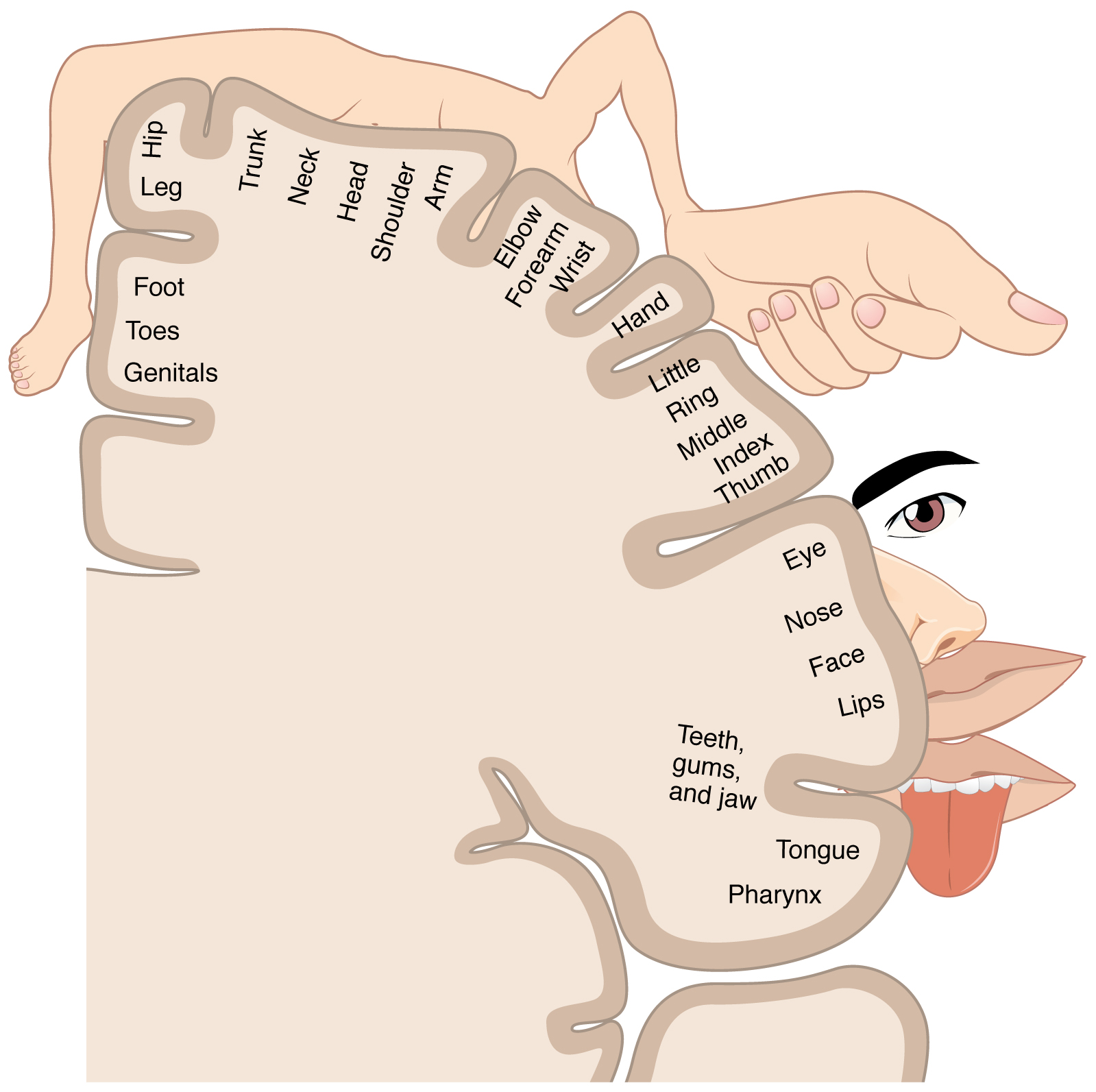
Schéma topique de l’homoncule sensitif.

L’homonculus sensitif masculin, ou homonculus somesthésique masculin

## Description
Il existe au niveau de ce territoire, sur le gyrus post-central (circonvolution pariétale ascendante) une topographie qui correspond à la forme distordue de notre corps (on parle de somatotopie sensitive qui est comparable à celle de l'homonculus de Wilder Penfield). Une surface de cortex correspond à une surface du corps, mais la représentation d'une partie du corps est d’autant plus étendue sur le cortex que la sensibilité est fine, complexe, riche dans la zone corporelle considérée : par exemple la représentation (imagée) des pieds est plus grande que celle des jambes.   
Ainsi, la sensibilité générale du corps se projette au niveau  du lobe pariétal du cortex cérébral, en arrière du sillon central (scissure de Rolando). On distingue à son niveau trois territoires successifs :
- l’aire 3 correspond à la réception primaire, localisée au niveau de la circonvolution pariétale ascendante (gyrus post-central) ;
- et les aires 1 et 2 correspondent aux aires psychiques.

## Révision en perspective
Le 14 juin 2005, le Dr Christian Kell et ses collègues de Francfort et Hambourg ont rectifié une erreur historique lors du Congrès de la Société de cartographie du cerveau humain, à Toronto. L’erreur datait des expériences de stimulations électriques effectuées en 1950 par Penfield et Rasmussen lors d’opérations de neurochirurgie. Kell et coll. ont utilisé une stimulation tactile et l’IRM fonctionnelle. L'homonculus comportait depuis un demi-siècle une projection des organes génitaux dans la face médiale des hémisphères cérébraux, soit au-delà du pied, et non à la place attendue, c’est-à-dire sur la convexité du gyrus central postérieur.
En 2011, cependant, Barry Komisaruk de l'université Rutgers a non seulement montré que le pénis se projetait effectivement au-delà du pied, mais que les mamelons de la femme y étaient également projetés.